# Agrypon maruyamense
Agrypon maruyamense är en stekelart som beskrevs av Tohru Uchida 1928. Agrypon maruyamense ingår i släktet Agrypon och familjen brokparasitsteklar. Inga underarter finns listade i Catalogue of Life.